# 김일성경기장
김일성경기장(金日成競技場)은 조선민주주의인민공화국 평양직할시에 있는 다목적경기장이다. 수용 인원은 40,239석이다. 1926년 평양부청 주도로 건설되었으며, 초기 기림리공설운동장(箕林里公設運動場)으로 불렸다. 일제 시대 전조선축구대회 (관서체육회), 경평전을 비롯한 각종 스포츠 행사가 열렸다.
1969년 증축을 하였으며, 이때부터 모란봉경기장(牡丹峰競技場)으로 불렸지만, 1982년 4월 다시 한번 개축을 하면서 김일성 주석의 70번째 생일을 기념하여 명칭도 개명되었다. 국제 축구 경기 때 일방적인 홈 경기장의 특성, 인조 잔디의 특성으로 인해 원정 팀의 무덤으로 불리는 곳이다. 육상 트랙이 있는 경기장이고, 의자도 떼어낼 수 있다.

## 클럽 축구
평양시를 연고로 하는 일부 팀들이 김일성경기장을 홈구장으로 사용하는 것으로 알려져 있다.
AFC컵에 출전한 조선민주주의인민공화국 1부류축구련맹전 소속 팀들이 이 경기장을 홈구장으로 삼아 대회에 나섰다.
2019년 11월 2일 이 곳에서 AFC컵 결승전이 열릴 예정이었다. 하지만 2019년 10월, 아시아 축구 연맹에서 마케팅 권리에 대한 보장 미비 및 방송 중계의 어려움 등을 이유로 개최권을 박탈하며 실제로 경기가 열리지는 못했다.

## 국가대표 축구
김일성경기장은 조선민주주의인민공화국의 남녀 축구대표팀의 홈구장으로 A매치와 같은 많은 국가대표팀 경기가 개최되고 있다.
특히 김일성경기장에서 조선민주주의인민공화국 축구 국가대표팀은 2005년 3월에 열린 이란 축구 국가대표팀과의 월드컵 예선전 패배를 마지막으로 단 한번도 패배하지 않은 기록을 가졌다.

## 대한민국과의 관계
대한민국 축구 국가대표팀은 2008년 3월 26일에 열린 조선민주주의인민공화국과의 2010년 FIFA 월드컵 아시아 지역 3차 예선 원정 경기, 2008년 9월 10일에 열린 조선민주주의인민공화국과의 2010년 FIFA 월드컵 아시아 지역 최종 예선 원정 경기를 평양에 위치한 김일성경기장 대신 중화인민공화국 상하이에 위치한 훙커우 축구장에서 치렀다. 이는 조선민주주의인민공화국이 대한민국에게 대한 국가를 인정 하지 못해서 태극기 게양과 애국가 연주를 거부한 사실이 문제가 되었기 때문이다.
대한민국 여자 축구 국가대표팀은 2017년 4월 3일부터 4월 11일까지 평양에서 열린 2018년 AFC 여자 아시안컵 예선 B조 경기를 이 곳에서 치렀다. 대한민국 여자 축구 국가대표팀은 인도, 조선민주주의인민공화국, 홍콩, 우즈베키스탄을 상대로 경기를 치렀으며 예선 B조에서 1위를 차지하면서 2018년 AFC 여자 아시안컵 본선에 진출했다.
2019년 10월 15일에 열리는 대한민국 축구 국가대표팀과 조선민주주의인민공화국과의 2022년 월드컵 2차 예선 경기에서 조선민주주의인민공화국 측이 김일성경기장에서 경기를 열기로 하면서 대한민국 남자 축구 역사상 처음으로 월드컵 예선 평양 원정을 떠나는 것이 확정되었다. 이 경기에서 양 팀은 0-0으로 무승부를 거두었으며 경기 외적으로 조선민주주의인민공화국측은 무관중으로 경기를 진행했으며 대한민국에 실시간 중계도 허락하지 않아 많은 화제를 낳았다. 이 경기는 심판을 비롯한 최소한의 진행요원과 양팀 구성원만 참가해 최소한의 인원만으로 치러진 경기였다.

## 그 외
- 평양시에서 매년 진행하는 평양 마라톤의 출발점이며 동시에 도착점 역할을 수행한다.
- 밋밋한 경기장 디자인에 김일성과 김정일의 초상화를 걸어 놓아 분위기를 최대한 을씨년스럽게 만들었다. 조선민주주의인민공화국 축구 국가대표팀은 홈 경기를 이곳에서 하는데 이 분위기를 이용해 홈 한정으로 무패 전적을 기록하고 있다.

## 사진

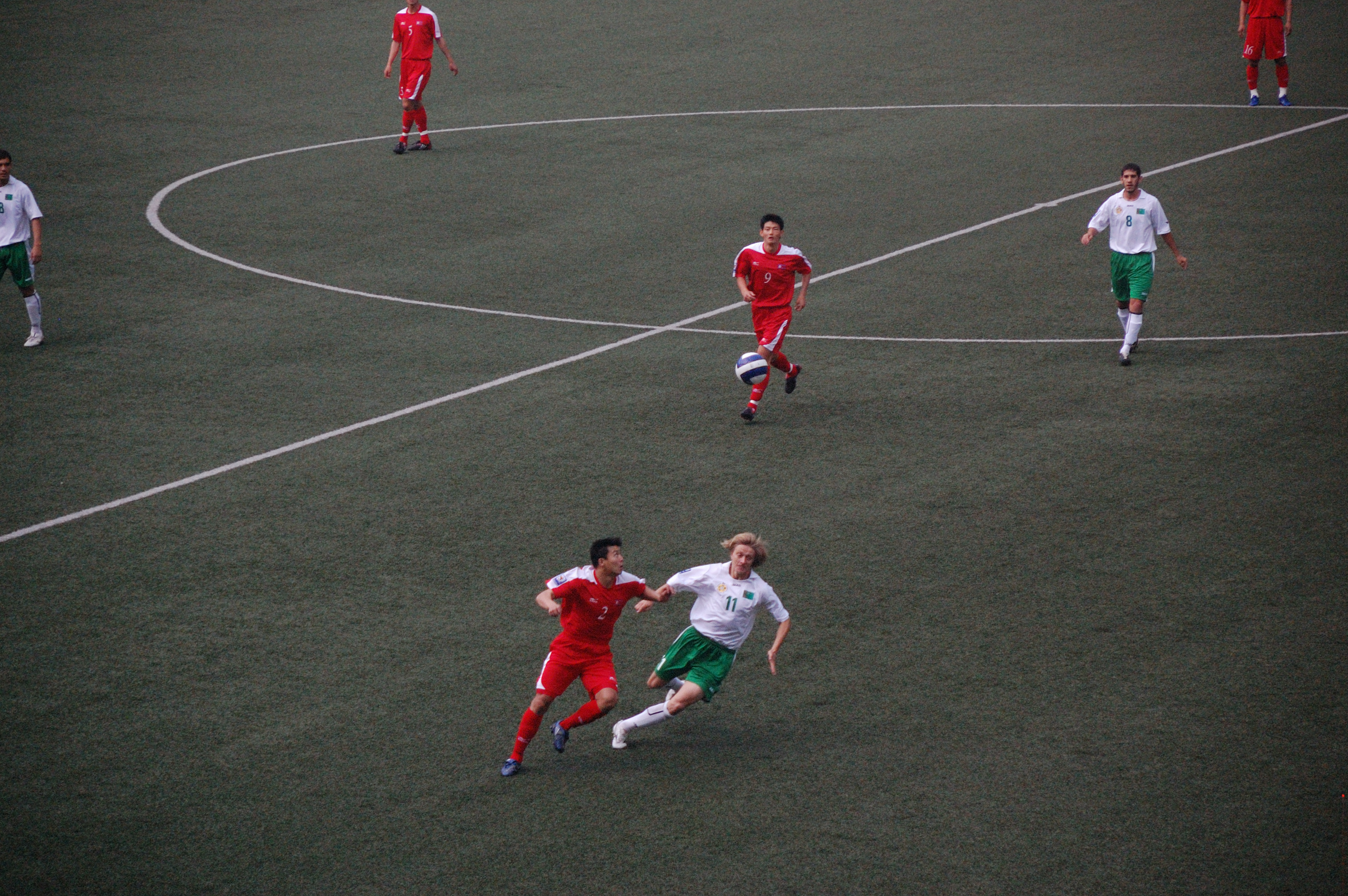
조선민주주의인민공화국 축구 국가대표팀의 축구 경기 모습
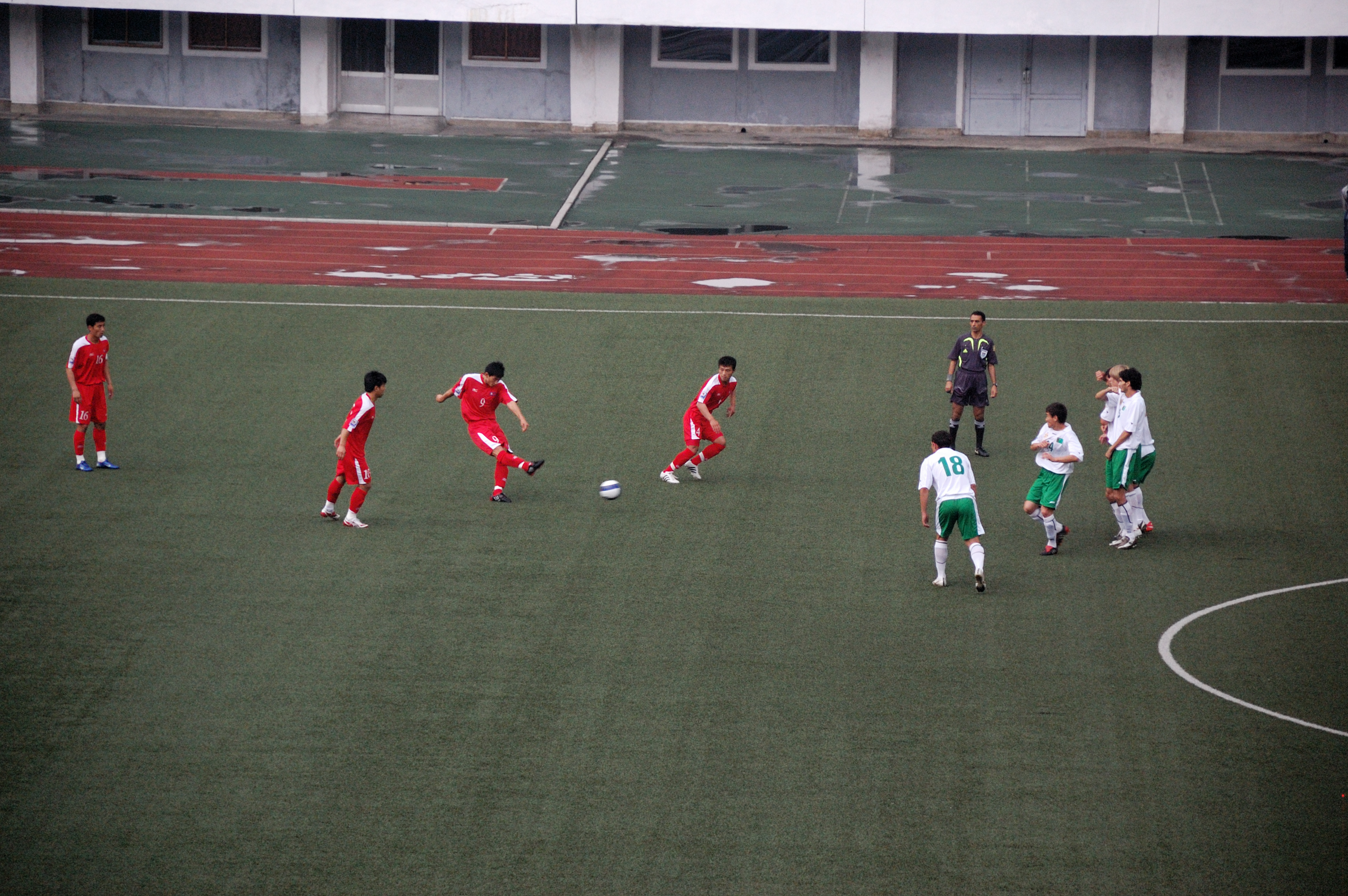
조선민주주의인민공화국 축구 국가대표팀의 축구 경기 모습
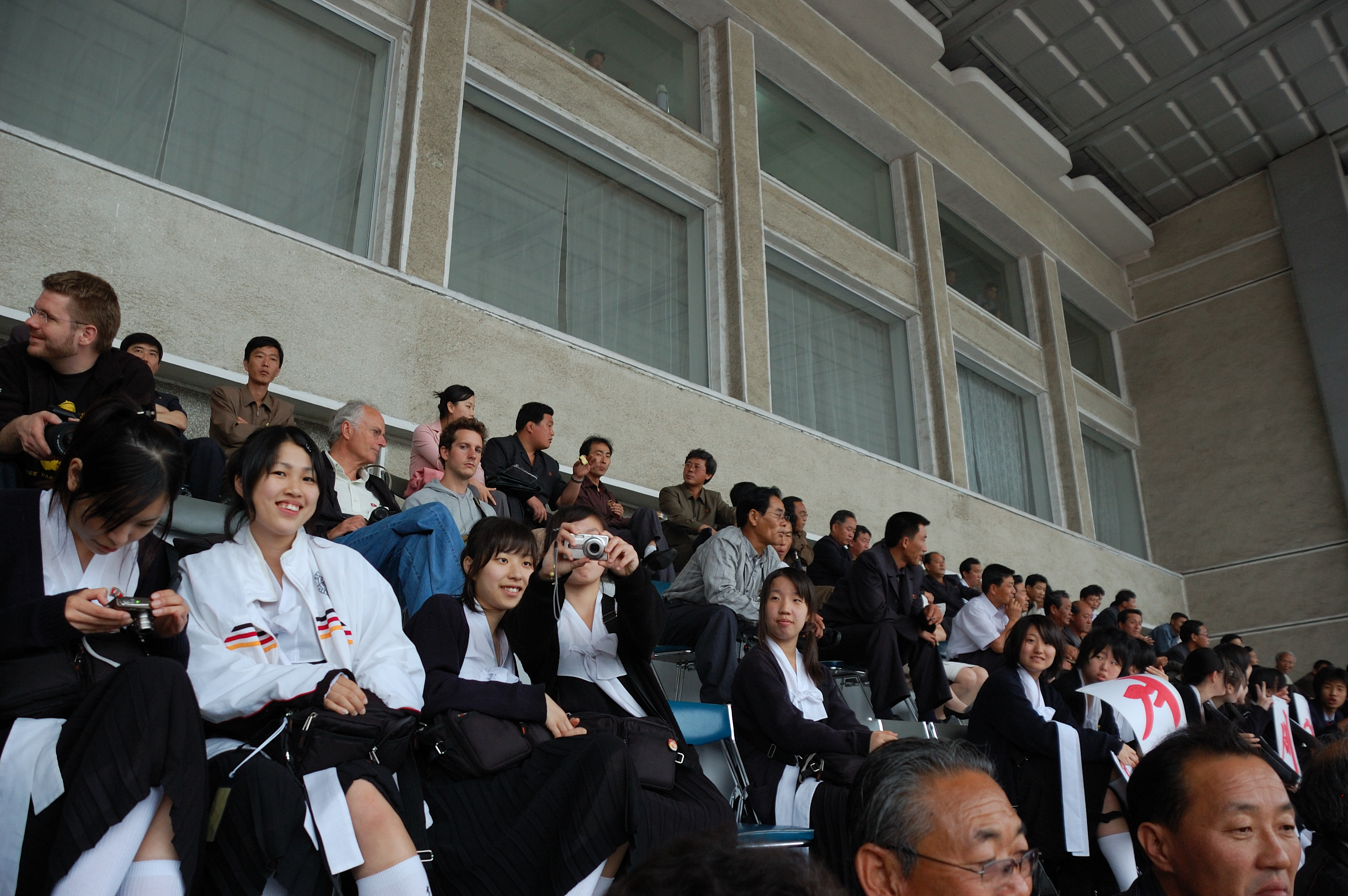
조선민주주의인민공화국 축구 국가대표팀을 응원하는 관중들
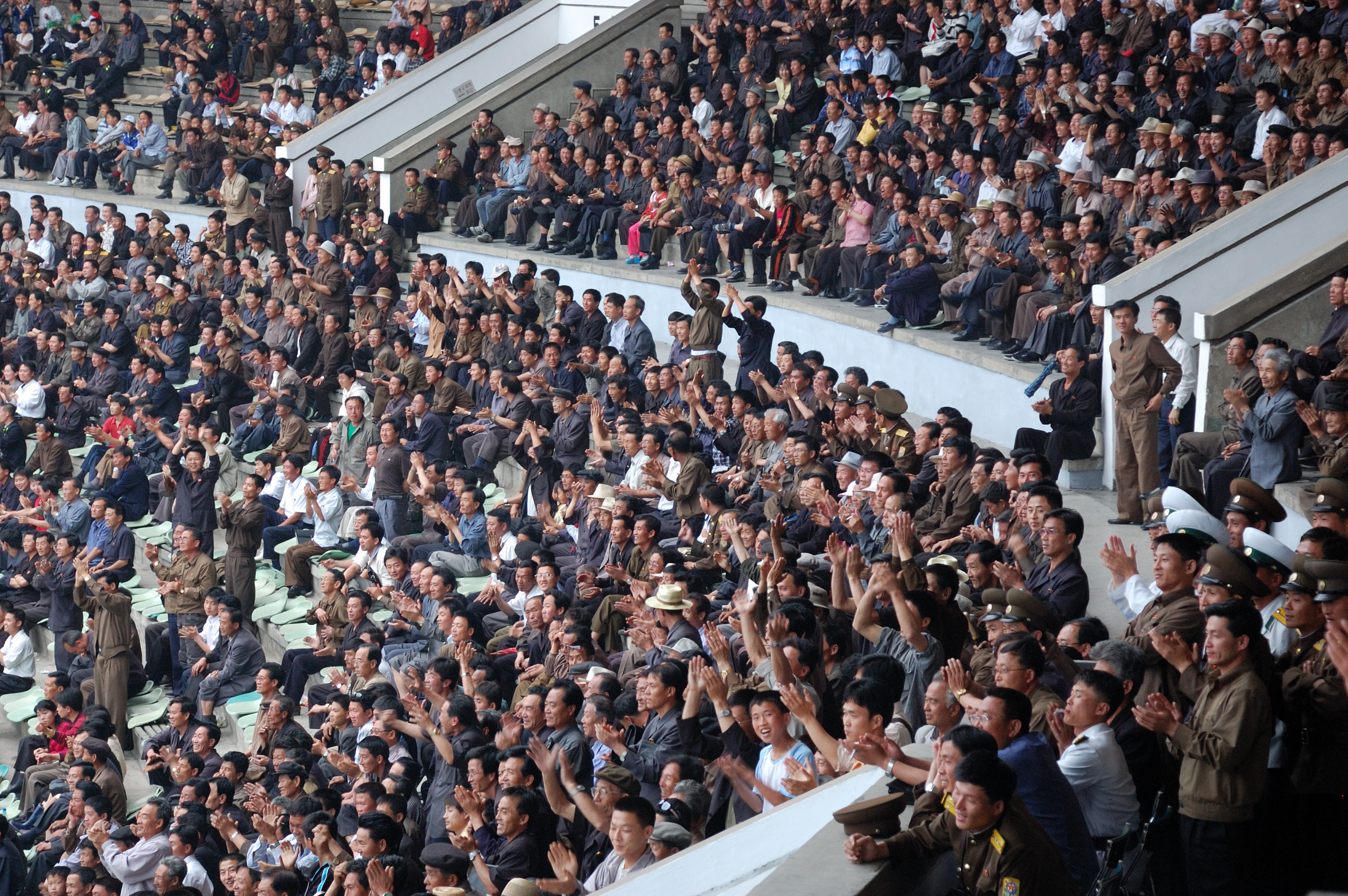
조선민주주의인민공화국 축구 국가대표팀을 응원하는 관중들

## 같이 보기
- 평양 축구단
- 경평축구대항전
- 전조선축구대회 (관서체육회)
- 릉라도 5월1일 경기장